# Krivogastani
Krivogastani az azonos nevű község székhelye Észak-Macedóniában.

## Népesség
Krivogastaninak 2002-ben 1 870 lakosa volt, melyből 1 860 macedón, 8 cigány, 1 szerb, 1 egyéb.
Krivogastani községnek 2002-ben 6 150 lakosa volt, melyből 6 126 macedón (99,6%), 24 egyéb.

## A községhez tartozó települések
- Krivogastani
- Bela Crkva (Krivogastani)
- Borotino
- Vogyani
- Vrbjani (Krivogastani)
- Godivje (Krivogastani)
- Korenica (Krivogastani)
- Kruseani
- Mircse Acev (Krivogastani)
- Obrsani
- Pasino Ruvci
- Podvisz (Krivogastani)
- Szlavej